# یوسف محبی
یوسف محبی (زادهٔ ۱۳۲۶ در لار) نمایندهٔ حوزهٔ انتخابیهٔ لارستان در دورهٔ هفتم مجلس شورای اسلامی بوده‌است.